# Shōtarō Ikenami
Shōtarō Ikenami (池波 正太郎, Ikenami Shōtarō), né le 25 janvier 1923 à Asakusa (Tokyo) et mort le 3 mai 1990 à Chiyoda (Tokyo), est un auteur japonais.

## Œuvres
Parmi ses créations on compte :
- Kenkaku Shōbai (剣客商売 (ja))
- Onihei Hankachō (en)
- Amigasa Jūbei
- Shikakenin fujieda baian
- Ninja Justice : « Six contes de meurtre et de vengeance »[1] (Koroshi no Yonin, Shikakenin Fujieda Baian)
- Bridge of Darkness : The Return of the Master Assassin (Baian AriJigoku)[2].
- Master Assassin: Tales of Murder from Shogun City[3].

## Filmographie

### Cinéma
- 1956 : Nayoroiwa: Namida no kantōshō
- 1959 : Teki wa honnoji ni ari
- 1972 : Hissatsu shikakenin
- 1973 : Hissatsu shikakenin: Baian ari jigoku
- 1973 : Hissatsu shikakenin
- 1974 : Hissatsu shikakenin: Shunsetsu shikake bari
- 1974 : Les Derniers Samouraïs
- 1978 : Kumokiri Nizaemon
- 1979 : Chasseurs des ténèbres
- 1981 : Shikakenin baian
- 1989 : Onihei hankachō
- 1990 : Shikakenin fujieda baian
- 1995 : Onihei hankachō
- 1998 : Kenkaku shōbai
- 2004 : Samurai Justice: Assistance in a Duel
- 2008 : Kenkyaku shōbai: Haru no arashi
- 2015 : Kumokiri Nizaemon
- 2017 : Ikenami Shōtarō jidaigeki: Hikari to kage